# 富贵鸟

富贵鸟集團(港交所除牌前01819.HK)，為中國大陸一間大型鞋業公司，成立於1991年。起家於福建省石獅市的鞋業產業聚落後發展為全國性大型集團，巔峰時公司拥有员工超過萬人，品牌专卖店达到2000多家。，年产值达到5亿多人民幣。但2018年後經營狀態不佳開始顯現，公司債也違約引發財務風波。2019年8月福建省泉州市中级人民法院裁決公司破產重整，其後由洪頂超接手營運。

## 概況
- 1980年代國營時代為石狮旅游纪念品厂
- 1991年林家兄弟四人集資四萬頂下工廠。創立以低價男鞋生產為主的廠房
- 1995年改名石獅市富貴鳥鞋業發展有限公司
- 1999年富貴鳥品牌獲國家工商局認定為“中國馳名商標”
- 2001年集团公司为扩大品牌效应，与意大利FGN服饰聯盟，廠房達42.5万平方米
- 2005年高薪聘请中国国家队女排主教练陈忠和為形象大使代言
- 2005年開放團體訂製制服業務[2]
- 2009年聘請影视明星陆毅為廣告主角
- 2010年推出AnyWalk子品牌，男女鞋
- 2013年行業統計是全中國第三大品牌商務休閒鞋產品製造商，于香港聯交所股票上市
- 2016年獲獎模範職工之家[3]
- 2016年底財務危機爆發，股票自9月開始停牌至今
- 2018年二月在鬥魚TV結合網紅主播進行新媒體宣傳
- 2018年三月新華社見報質疑数富贵鸟十亿资金去向存疑，指危機前夕有公司高層對剩餘資產進行掏空。[4]
- 2019年11月25日，富貴鳥的香港上市地位被取消。[5]

### 財務危機
2016年底開始市場傳言不斷，富貴鳥疑似發生重大事件，2016年9月股市停牌，香港联交所提出復牌條件為刊發尚未刊發之財務業績11月富貴鳥董事会接到5位股东的书面提请通知，要求董事会召集公司股东大会并在会上罢免陈华敏、龙小宁作为独立非执行董事，罢免毕马威会计师事务所作为公司核数师的议案，疑似高層鬥爭檯面化，有林家內部人士借用股東聲音放話。
2017年上半年財報富贵鸟由盈转亏，净利润同比下降107.7%，引發嘩然，投資大眾質疑其長期假出貨、假帳聲音不斷。公司派提出的開拓童鞋、童裝、校服市場，並未獲市場認可。北京商报记者通过天猫旗舰店搜索发现，富贵鸟一款价格199元的休闲真皮男士鞋月成交量为6097笔；而奥康同价格真皮男鞋月成交量达1.6万笔，相差较为悬殊，可見其基礎技術產品面、口碑面都有所問題，並不受市場太大歡迎。媒體聘請的財務專家分析表明2014年-2016年，富贵鸟的财务成本三年增长了207.9%。不論其是否有假帳，但以他自行公布數據來看公司都是在惡化。
| 年   | 资产负债率 | 财务成本(人幣) |
| ---- | ---------- | -------------- |
| 2014 | 29.56%     | 2390.10万元    |
| 2015 | 45.18%     | 6301.80万元    |
| 2016 | 56.78%     | 7359.26万元    |

东方金诚商務顧問觀察公司指出，受线上电商冲击和行业竞争加剧的影响，2016年起富贵鸟零售门店数量大幅下降，主要产品销量、均价等均较上年继续下滑，且富贵鸟创始人之一林国强因为富贵鸟集团金融借款合同担保身陷2.9亿元债务纠纷，今年6月去世后，其子女为规避债务主动放弃了对其父财产的继承，顯見其家族內部有許多外界不知的事件引起市場疑慮更甚。鉅亨網走訪消息指出，石獅當地商場人士都知道當年富貴鳥股票上市是帶病上市，為達到上市條件借貸了高利貸達60億人民幣，這筆本金和利息是壓垮一切的主因，也是創辦人子女都不敢繼承股份和產業的理由，後來公司還趕時髦投資P2P金融企圖創造高獲利，然而又落入P2P泡沫騙局。
2018年3月富貴鳥股票持續停牌，但公司債「14富贵鸟」债券恢復交易，不料债券复牌两日暴跌九成。国泰君安的分析師指出他們拿到的報告顯示，富贵鸟公司存在大额违规对外担保及资金拆借事项，且大部分质押存款已被银行划扣履约；土地、设备及存货均已不同程度地用于抵押担保。而活期存款及流动资金不足1亿元，已公開債務卻在30億以上。2019年8月福建省泉州市中级人民法院裁決公司破產重整。